# Lamina cribrosa
La lamina cribrosa (detta anche "cribriforme" oppure "cribiforme") rappresenta la porzione orizzontale dell'osso etmoide.
È così chiamata in quanto riccamente costellata di fori attraverso i quali passano le terminazioni nervose amieliniche del nervo olfattivo (I paio di nervi cranici).
All'estremità anteriore e posteriore della lamina vi sono due fori chiamati foro etmoidale anteriore e posteriore, per il passaggio di vasi.
Nella sua faccia endocranica presenta medialmente un'apofisi perpendicolare detta crista galli dove prende contatto con l'apice della grande falce encefalica.